# Đập Tarbela
Đập Tarbela (tiếng Urdu / Tiếng Pa-tô: tiếng Tây Ban Nha) là một con đập đất trên sông Indus ở Khyber Pakhtunkhwa, Pakistan. Đây là con đập đất lớn nhất thế giới, và cũng là con đập có khối lượng cấu trúc lớn nhất. Đập nằm tại quận Swabi  và Haripur, con đập cách thành phố Swabi khoảng 30 km (19 mi)
Đập cao 143 m, tạo thành hồ chứa Tarbela, với diện tích bề mặt khoảng 250 km2. Con đập được hoàn thành vào năm 1976 và được thiết kế để chứa nước từ sông Indus phục vụ việc tưới tiêu, kiểm soát lũ lụt và sản xuất thủy điện.
Công suất lắp đặt của nhà máy thủy điện Tarbela là 3.478 MW, sẽ tăng lên 6.298 MW sau khi mở rộng theo kế hoạch được tài trợ bởi Ngân hàng Đầu tư Cơ sở hạ tầng châu Á và Ngân hàng Thế giới.

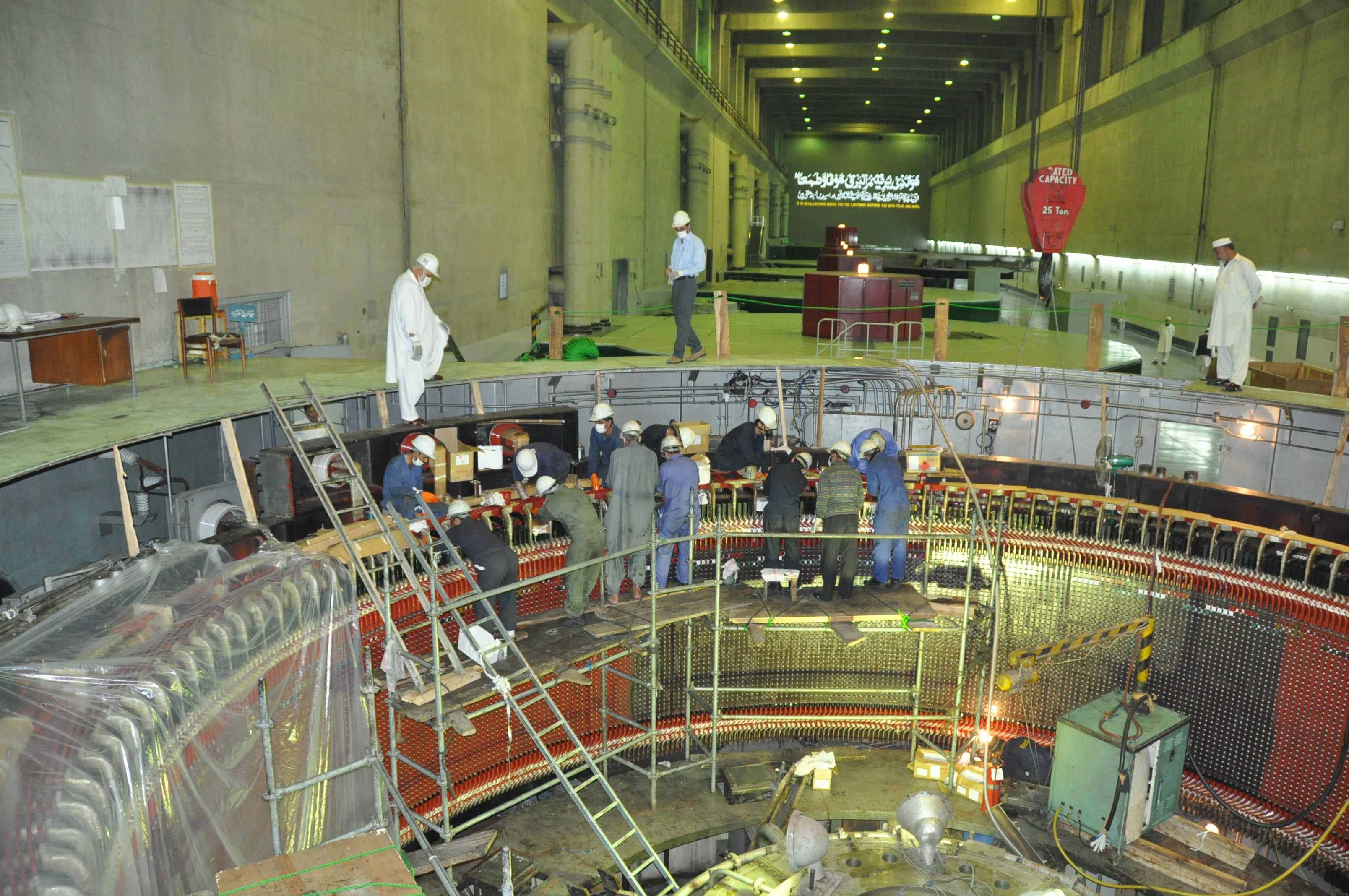
Máy phát điện trong đập Tarbela